# لاين أو
لاين أو (بالإنجليزية: Lion-O)‏ هو شخصية خيالية وشخصية رئيسية في سلسلة قطط الرعد أو النمور الصاعقة وظهر لأول مرة في 9 سبتمبر من عام 1985 وهو قائد فريقه وبطل السلسلة بكاملها من أول عرض بها وهو قطط الرعد إلى آخر عرض بها وهو النمور الصاعقة هاووو، رغم أنه القائد ألى أنه يظهر على أنه ساذج كثيرًا في كثير من الأحيان على عكس تايجر الذي ظهر على أنه أخوه بالتبني في نسخة قطط الرعد في عام 2011 ويستخدم لاين أو في القتال سيف يدعى «السيف الأسطوري» وهو سيف يتمتع بقدرات كبيرة في القتال.